# Republic XF-84H
Die Republic XF-84H Thunderscreech war ein experimentelles Jagdflugzeug des US-amerikanischen Flugzeugherstellers Republic. Es handelt sich um ein einsitziges Ganzmetall-Flugzeug mit einem Turbopropantrieb, das Überschallgeschwindigkeit erreichen sollte. Aufgrund des Konzepts eines Propellers, der größtenteils im Überschallbereich arbeitete, war es eines der lautesten Flugzeuge, das je gebaut wurde.

## Geschichte
Grundlage für den Mitteldecker war die Republic F-84. Republic baute 2 Prototypen mit den USAF-Seriennummern 51-17059 und 51-17060; die „Buzz Number“ waren FS-059 and FS-060. Der Erstflug der FS-059 erfolgte am 22. Juli 1955.

## Konstruktion
Als Triebwerk wurde eine Allison XT-40-A-1-Gasturbine mit 4365 kW eingesetzt, welche aus zwei gekoppelten, parallel nebeneinander liegenden T-38-Antrieben bestand. Von jeder der beiden Einheiten führte eine Fernwelle links und rechts des Cockpits vorbei zu einem in der Rumpfspitze installierten, gemeinsamen Propellergetriebe, welches die Luftschraube antrieb. Ein Nachbrenner zur Leistungssteigerung auf 5391 kW wurde installiert, aber nie eingesetzt.
Die rechteckigen Spitzen des dreiblättrigen Metallpropellers mit 3,6 m Durchmesser und konstanter Drehzahl von 3000/min (nach anderen Angaben: 2100/min) erreichten etwa Mach 1,18. Der Schub wurde durch den verstellbaren Anstellwinkel geregelt.
Um das Höhenleitwerk von den Wirbeln des Propellers freizuhalten, wurde es als T-Leitwerk ausgeführt.
Hinter dem Cockpit war auf der Rumpfoberseite eine dreieckige Flosse angebracht: das von Republic sogenannte „Vortex Gate“ zum Kompensieren der Propellerwirbel.
Die XF-84H besaß als erstes Flugzeug eine Ram-Air-Turbine, um im Fall eines Triebwerkausfalls die Versorgung mit elektrischer und hydraulischer Energie sicherzustellen. Diese Staudruckturbine wurde häufig schon als Vorsichtsmaßnahme ausgeschwenkt.

## Nutzung

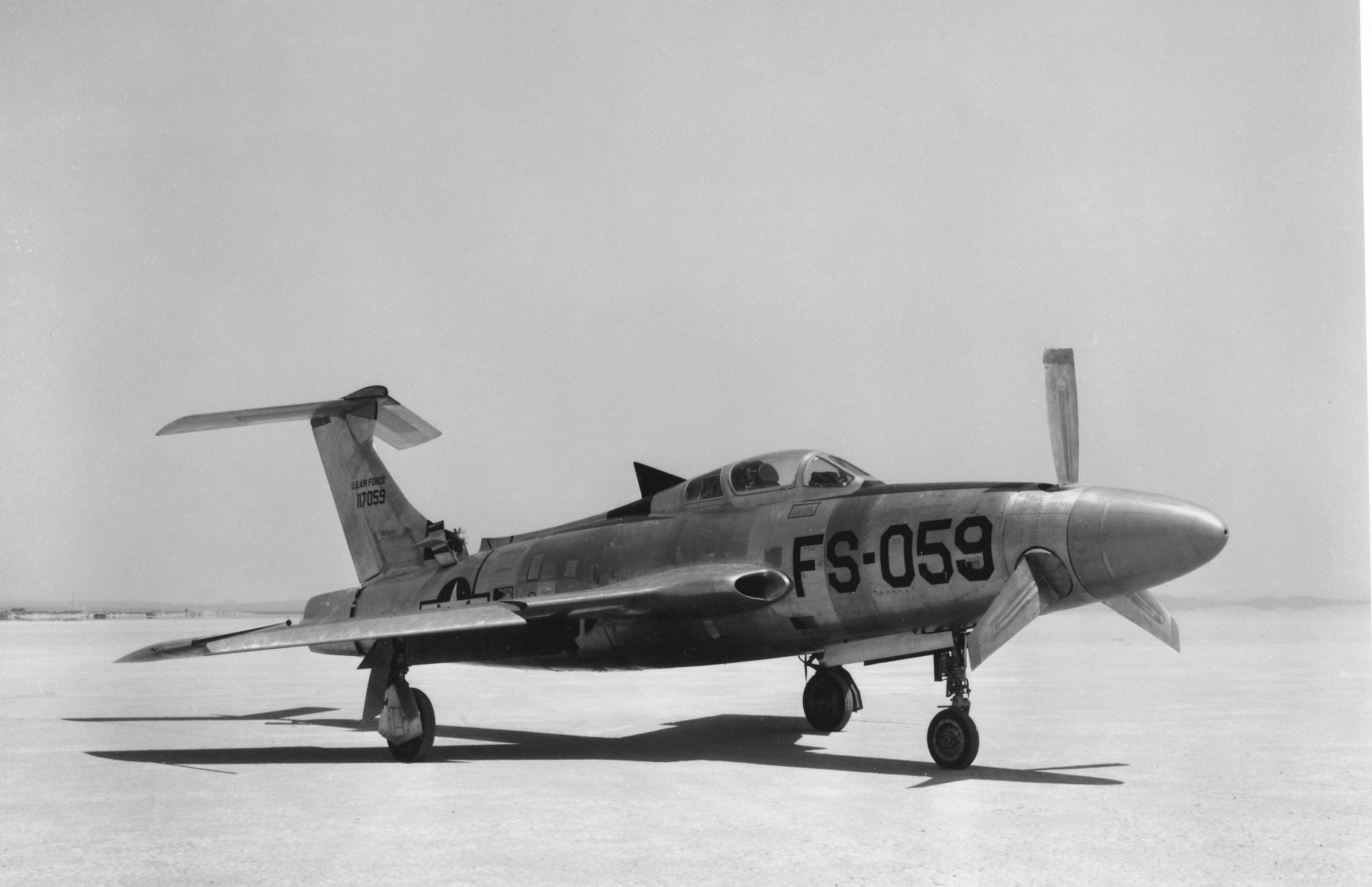
Prototyp 51-17059

Die XF-84H wurde durch das der Antriebsleistung entsprechend große Propellerdrehmoment destabilisiert. Zusätzlich litt sie unter dem unzuverlässigen Triebwerk, das auch in anderen Flugzeugtypen zu Ausfällen führte.
Der Testpilot Henry Beaird führte elf Flüge aus, von denen zehn mit Notlandungen endeten; ein weiterer Testpilot flog nur ein einziges Mal – und verweigerte jeden weiteren Flug.
Beide Testpiloten waren Angestellte von Republic – Piloten der Air Force und der Navy wurden nicht zugelassen.

### Geräuschentwicklung
Die XF-84H war mit großer Wahrscheinlichkeit das lauteste je gebaute Flugzeug und hatte sich seine Spitznamen „Thunderscreech“ und „Mighty Ear Banger“ verdient. Schon am Boden konnte man das Flugzeug auf 40 Kilometer Entfernung hören.

## Erhaltene Flugzeuge

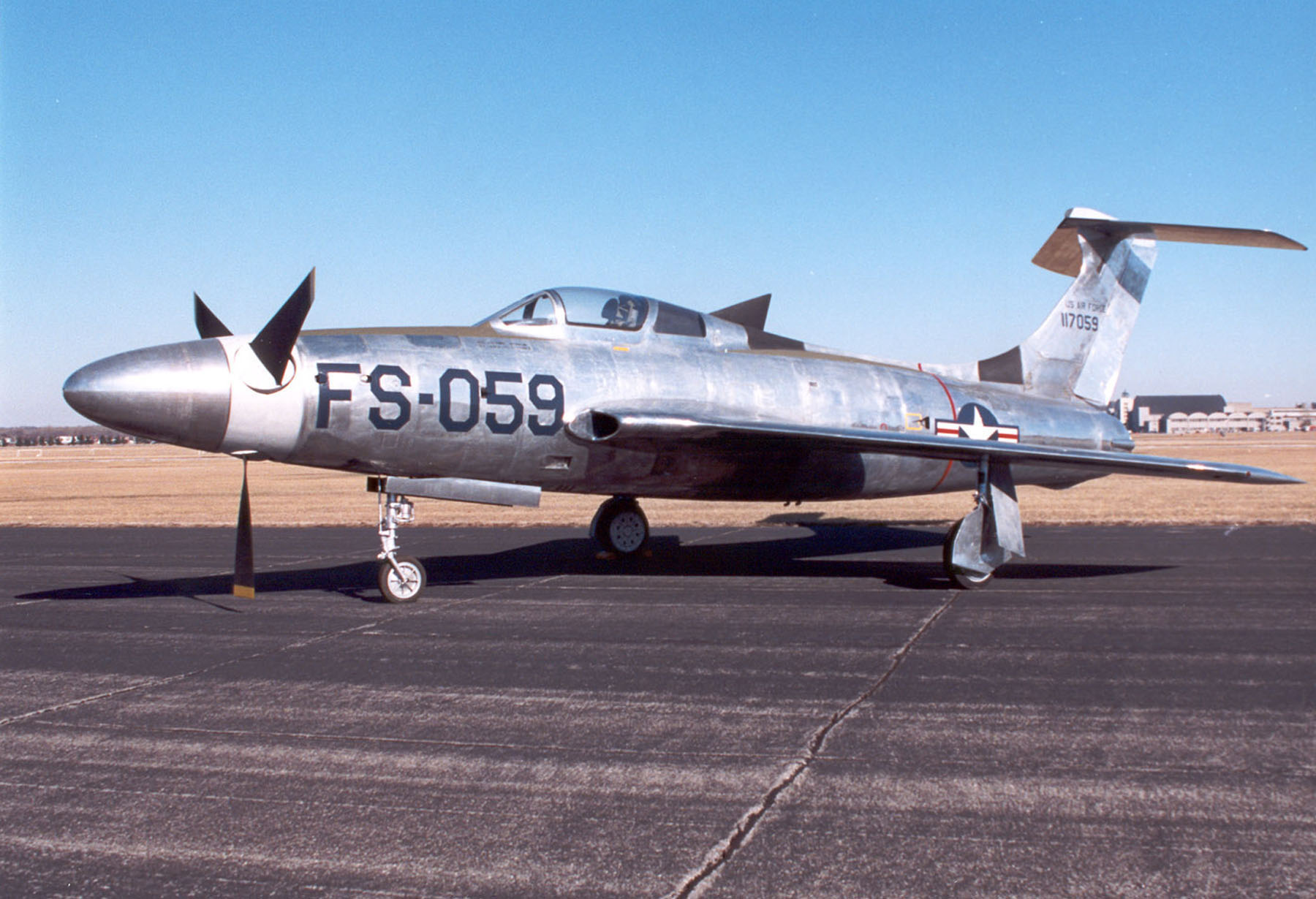
XF-84H im National Museum of the United States Air Force

FS-059 wurde mit nur zehn Flugstunden außer Betrieb genommen und verbrachte viele Jahre auf einem Mast am Meadows Field Airport bei Bakersfield im US-Bundesstaat Kalifornien.
Freiwillige der 178th Fighter Wing der Ohio Air National Guard arbeiteten dann über 3000 Stunden am Flugzeug, um es für die Ausstellung im National Museum of the United States Air Force ab Februar 1999 auf der Wright-Patterson Air Force Base bei Dayton, Ohio aufzubereiten.
Die Zelle der FS-060 wurde nach der Einstellung des Projekts 1956 verschrottet, das Triebwerk dagegen fand eine weitere Verwendung im Douglas-A2D-Skyshark-Programm.

## Technische Daten
| Kenngröße             | Daten                                            |
| --------------------- | ------------------------------------------------ |
| Besatzung             | 1                                                |
| Länge                 | 15,67 m                                          |
| Spannweite            | 10,18 m                                          |
| Höhe                  | 4,67 m                                           |
| Flügelfläche          | 30,75 m²                                         |
| Flügelstreckung       | 3,4                                              |
| Leermasse             | 8.132 kg                                         |
| Startmasse            | 12.293 kg                                        |
| Höchstgeschwindigkeit | 837 km/h (nicht belegt)                          |
| Dienstgipfelhöhe      | 14.600 m                                         |
| Reichweite            | 3200 km                                          |
| Triebwerk             | ein Allison XT-40a-1 mit 5.850 PS (ca. 4.300 kW) |

## Vergleichbare Typen
- Vereinigte Staaten: McDonnell XF-88B (ebenfalls mit Überschallpropeller)
- Vereinigte Staaten: Convair XP-81
- Vereinigte Staaten: Douglas A2D Skyshark
- Vereinigte Staaten: Ryan F2R Dark Shark